# 거첨로
거첨로(Geocheom-ro)는 인천광역시 서구 오류동에 있는 인천광역시도로, 총 연장은 5.057 km이다. 도로의 명칭이 유래된 것은 거첨도를 지나 신규등록지 사이로 지나가는 도로에서 유래되었다.

## 역사
- 2009년 9월 22일 : 도로명으로 거첨로를 고시

## 주요 경유지
- 서구
  - 오류동

## 접촉하는 도로
- 경인항대로
- 정서진로
- 약암로
- 검단천로

## 주변 시설
- 에스엠상선경인터미널 (거첨로 295/오류동 1543)